# 米易县

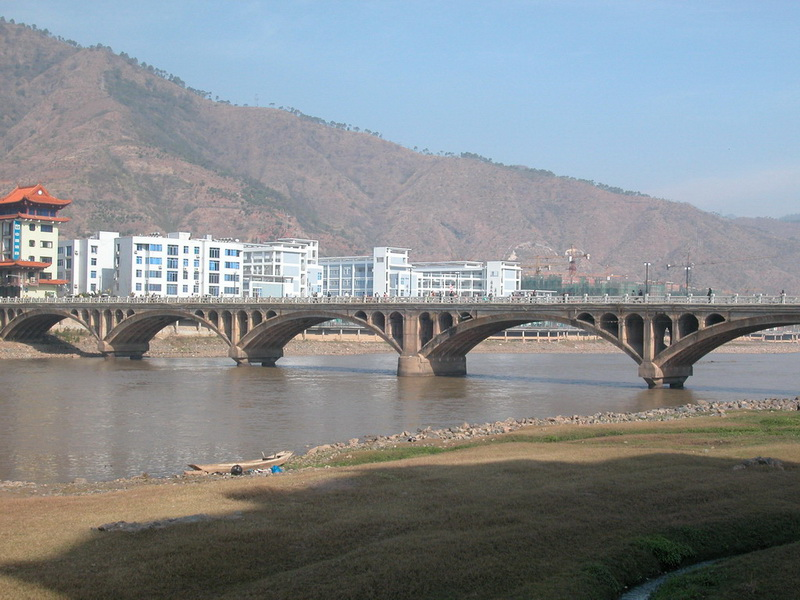
迷昜湖蓄水前的米易安宁河大桥

米易县是中国四川省攀枝花市所辖的一个县。位于雅砻江和安宁河汇流处，总面积2153平方公里。人口約23万人，县人民政府驻攀莲镇，县城距攀枝花市区80公里，坐落在安宁河畔。

## 历史沿革
米易，古称迷昜。西汉时，安宁河东属会无县，河西属邛都县。元设定昌路，明置千户所，清设巡检司，民国改分州、分县，1935年撤分县设区。
1951年以会理县的平谷、河高、莲溪、昔宁等地及德昌县的迷易区、麻陇区及龙窝区一部合置，治今四川省米易县撒莲。属西康省西昌专区。1952年改名米易县，并迁治今攀莲镇。属西康省西昌专署。
1955年属四川省西昌地区，1978年11月5日划属渡口市（今攀枝花市）。
1987年，米易县安宁河西岸的白马镇何家坝乡民在修建堰沟时，发现史前文化遗址，出土了陶片、石斧、石锛、石镰、刮削器、钻孔器（石纺轮或石佩器）、石箭镞等，表明距今1万年至3000年前的人已经生活在这片土地上。
1990年，全县有2个镇、26个乡。2004年，境内行政区划调整，将原28个乡镇调整为7镇5乡，其中少数民族乡4个、镇1个。2019年12月，境内行政区划再次调整，将原12个乡镇调整为7镇4民族乡。

## 人口民族
2002年人口20万人。
2016年，米易县的人口為22万，有汉、彝、傈僳等26个民族。
2019年年末，米易县总人口227456人。根据官方发布消息统计得知:
从性别结构看，男性人口114802人，女性人口112654人。
从年龄构成看，0-17周岁人口44870人，18-34周岁人口55206人，35-59周岁人口88660人，60岁及以上38720人。
从城乡结构看，城镇人口34345人，乡村人口193111人。
2019年，米易县全年出生人口3470人，死亡人口2645人。
根据第七次人口普查数据，截至2020年11月1日零时，米易县常住人口为227011人。

## 地理位置
米易县位于四川省西南，和凉山彝族自治州相邻，所属攀枝花市，位于攀枝花市的东北。在北纬26°42'-27°10'之间，东经101°44'-102°15'之间，光照条件十分充足，全年平均气温30℃以上。

## 行政区划
米易县下辖7个镇、4个民族乡：
攀莲镇、丙谷镇、得石镇、撒莲镇、白马镇、普威镇、草场镇、湾丘彝族乡、白坡彝族乡、麻陇彝族乡和新山傈僳族乡。

## 特产
米易何首乌、米易红糖：中国地理标志产品。